# Tallapaka (Andhra Pradesh)
Tallapaka est un village du district de Kadapa dans l'État d'Andhra Pradesh en Inde. 
Selon le recensement de l'Inde de 2011, la localité compte une population de 7 658 habitants.